# Alexander Blessin
Alexander Blessin, né le 18 mai 1973 à Stuttgart en Allemagne, est un footballeur allemand, devenu entraîneur à l'issue de sa carrière d'attaquant. Il est l'entraîneur du FC St. Pauli depuis l'été 2024.

## Biographie

### Carrière de joueur
La carrière de joueur de Blessin débuta au sein des équipes de jeunes du TSV Georgii-Allianz Stuttgart (de). Jusqu'en 1995, il évolua en Kreisliga où il se fit remarquer à maintes reprises pour ses talents de buteur. Parmi ses coéquipiers d'alors figurait David Montero (de), qui, à l'instar de Blessin, connaîtrait par la suite une carrière professionnelle dans le football.
Après divers passages dans des clubs amateurs de la région de Stuttgart, Blessin rejoignit l'équipe réserve du VfB Stuttgart en 1997. Ayant contribué à la promotion des amateurs en Regionalliga dès sa première saison, l'attaquant participa à sept rencontres de Bundesliga et une de Coupe UEFA avec l'équipe première du VfB durant la saison 1998-1999, en plus de ses apparitions régulières avec la réserve, sans toutefois trouver le chemin des filets.
Il s'engagea ensuite pour deux saisons avec les Stuttgarter Kickers, marquant 6 buts en 45 matchs de deuxième division. En 2001, il traversa les frontières pour la Süper Lig turque, où il ne disputa qu'un unique match de championnat avec Antalyaspor.
De 2002 à 2010, il porta les couleurs de plusieurs clubs, principalement en Regionalliga Süd, où il totalisa plus de 200 matchs avant de mettre un terme à sa carrière de joueur. Au cours de la saison 2008-2009, il fit une dernière incursion dans le football professionnel, apparaissant 16 fois pour le Jahn Regensburg dans la nouvelle 3. Liga. Sa dernière équipe fut le SV Bonlanden (de), avec lequel il accéda à l'Oberliga Baden-Württemberg (de) en 2011, mais il ne put empêcher la relégation du club dès la saison suivante, en 2011-2012.

### Carrière d'entraîneur
Dès 2012, Blessin embrassa la carrière d'entraîneur, débutant comme adjoint avant de prendre les rênes de l'équipe des moins de 17 ans du RB Leipzig. De 2018 à 2020, il dirigea l'équipe des moins de 19 ans du même club. Le 7 juin 2020, il paraphas son premier contrat d'entraîneur principal avec le KV Ostende, pour les saisons 2020-2021 et 2021-2022, avec une option pour une année supplémentaire. Alors qu'Ostende avait frôlé la relégation la saison précédente, terminant avant-dernier, Blessin parvint à maintenir l'équipe dans le haut du tableau pendant une longue période, espérant une place en play-offs champions. Le club acheva finalement la phase régulière à la 5e position, le qualifiant pour les play-offs Europa, où il termina 3e, sans toutefois accéder à une compétition européenne. La Pro League sacra Blessin entraîneur de l'année pour cette performance.
Début septembre 2021, le club prolongea son contrat jusqu'à la fin de la saison 2023-2024. En janvier 2022, il s'engagea avec le Genoa CFC, alors menacé de relégation en Italie, avec un contrat courant jusqu'à l'été 2024. Blessin ne put cependant éviter la descente en Serie B. Durant la saison 2022-2023, le club décida de se séparer de Blessin avant la trêve hivernale, suite à des tensions entre l'entraîneur et son effectif.
Début juillet 2023, la Royale Union Saint-Gilloise annonça son recrutement comme nouvel entraîneur pour les deux prochaines saisons. Après une phase régulière couronnée de succès, que Saint-Gilles clôtura en tête du championnat, Blessin ajouta un premier titre national majeur à son palmarès en mai 2024 avec la Coupe de Belgique. Il termina également vice-champion lors des play-offs du championnat, assurant ainsi une place en qualification pour la Ligue des Champions 2024-2025.
Pour la saison 2024-2025, Blessin effectua son retour en Allemagne en prenant les rênes du promu FC St. Pauli, succédant à Fabian Hürzeler.

## Palmarès

### Entraîneur
Union Saint-Gilloise
Championnat de Belgique
- Vice-champion : 2024

Coupe de Belgique
- Vainqueur : 2024

#### Distinctions personelles
- Entraîneur de l'année du championnat de Belgique en 2021 et 2024.